# Joost Claes
Joost Claes (Vlaanderen, 3 augustus 1976) is een Nederlandse (stem- en musical)acteur, dialoog- en toneelregisseur, zanger en voormalige docent van Belgische komaf.

## Biografie
Claes studeerde tot 1995 aan de Academie voor Woord in Heist-op-den-Berg, waar hij onder andere dictie, voordracht en repertoirestudie studeerde. Hier kreeg hij tevens pianoles van de Antwerpse orgeliste Yvonne Torfs. Claes studeerde in 2001 af aan de Hogeschool voor de Kunsten Amsterdam. In 2006 was Claes actief als docent bij het Rozentheater en Stadsschouwburg Amsterdam, sindsdien regisseert hij diverse theaterproducties, waaronder de musical Romeo en Julia (2019). Als stemacteur is Claes in zowel Nederlandse als Vlaamse producties actief, sinds 2017 is hij tevens actief als regisseur in zowel Nederlandse als Vlaamse nasynchronisaties en als televisieacteur vertolkt hij voornamelijk gastrollen.

## Privé
Claes is afkomstig uit België, hij woont en werkt sinds 1997 in Nederland.